# 100 mètres brasse féminin aux championnats du monde de natation 2023
Cet article traite de l'épreuve féminine. Pour la compétition masculine, voir 100 mètres brasse masculin aux championnats du monde de natation 2023.
Le 100 mètres brasse féminin est une épreuve de natation sportive des championnats du monde de natation 2023. Elle a lieu les 24 et 25 juillet 2023 à Fukuoka au Japon.

## Records
Avant cette compétition, les records dans cette discipline étaient :
| Record du monde       | 1 min 4 s 13 | Lilly King | 25 juillet 2017 | Budapest, Hongrie |
| Record du championnat | 1 min 4 s 13 | Lilly King | 25 juillet 2017 | Budapest, Hongrie |

## Résultats détaillés
Les 16 meilleurs temps se qualifient pour les demi-finales (Q), puis les 8 meilleurs demi-finalistes passent en finale (F).

### Séries
| Rang | Ligne | Série | Nageuse                  | Pays | Temps         | Commentaire |
| ---- | ----- | ----- | ------------------------ | --- | ------------- | ----------- |
| 1    | 6     | 6     | Rūta Meilutytė           | Lituanie | 1 min 4 s 67  | Q           |
| 2    | 6     | 5     | Mona McSharry            | Irlande | 1 min 5 s 55  | Q           |
| 3    | 3     | 6     | Tatjana Schoenmaker      | Afrique du Sud | 1 min 5 s 56  | Q           |
| 4    | 4     | 6     | Lilly King               | États-Unis | 1 min 5 s 93  | Q           |
| 5    | 7     | 4     | Satomi Suzuki            | Japon | 1 min 6 s 20  | Q           |
| 6    | 3     | 4     | Lisa Angiolini           | Italie | 1 min 6 s 28  | Q           |
| 7    | 1     | 5     | Dominika Sztandera       | Pologne | 1 min 6 s 42  | Q           |
| 8    | 5     | 4     | Tes Schouten             | Pays-Bas | 1 min 6 s 46  | Q           |
| 9    | 2     | 6     | Eneli Jefimova           | Estonie | 1 min 6 s 54  | Q           |
| 10   | 4     | 4     | Reona Aoki               | Japon | 1 min 6 s 61  | Q           |
| 11   | 2     | 5     | Martina Carraro          | Italie | 1 min 6 s 63  | Q           |
| 12   | 8     | 6     | Macarena Ceballos        | Argentine | 1 min 6 s 69  | Q           |
| 12   | 6     | 4     | Sophie Hansson           | Suède | 1 min 6 s 69  | Q           |
| 14   | 4     | 5     | Lydia Jacoby             | États-Unis | 1 min 6 s 71  | Q           |
| 15   | 1     | 6     | Abbey Harkin             | Australie | 1 min 6 s 86  | Q           |
| 16   | 8     | 4     | Lisa Mamié               | Suisse | 1 min 6 s 87  | Q           |
| 17   | 2     | 4     | Kotryna Teterevkova      | Lituanie | 1 min 6 s 96  |             |
| 18   | 5     | 6     | Lara van Niekerk         | Afrique du Sud | 1 min 7 s 03  |             |
| 19   | 5     | 5     | Anna Elendt              | Allemagne | 1 min 7 s 09  |             |
| 20   | 3     | 5     | Tang Qianting            | Chine | 1 min 7 s 15  |             |
| 21   | 8     | 5     | Yang Chang               | Chine | 1 min 7 s 28  |             |
| 22   | 0     | 6     | Sophie Angus             | Canada | 1 min 7 s 34  |             |
| 23   | 7     | 5     | Kara Hanlon              | Grande-Bretagne | 1 min 7 s 52  |             |
| 24   | 9     | 4     | Ida Hulkko               | Finlande | 1 min 7 s 58  |             |
| 25   | 9     | 5     | Letitia Sim              | Singapour | 1 min 7 s 65  |             |
| 26   | 0     | 5     | Thea Blomsterberg        | Danemark | 1 min 8 s 08  |             |
| 27   | 0     | 4     | Florine Gaspard          | Belgique | 1 min 8 s 34  |             |
| 28   | 9     | 6     | Jessica Vall             | Espagne | 1 min 8 s 64  |             |
| 29   | 7     | 6     | Anastasia Gorbenko       | Israël | 1 min 8 s 66  |             |
| 30   | 7     | 3     | Ana Blazevic             | Croatie | 1 min 8 s 70  |             |
| 31   | 1     | 4     | Jhennifer Conceicao      | Brésil | 1 min 8 s 79  |             |
| 32   | 1     | 3     | Stefania Gomez Hurtado   | Colombie | 1 min 9 s 11  |             |
| 33   | 3     | 3     | Melissa Rodríguez        | Mexique | 1 min 9 s 16  |             |
| 34   | 2     | 3     | Andrea Podmanikova       | Slovaquie | 1 min 9 s 39  |             |
| 35   | 6     | 3     | Tara Vovk                | Slovénie | 1 min 9 s 68  |             |
| 36   | 5     | 3     | Lin Pei-wun              | Taipei chinois | 1 min 9 s 72  |             |
| 37   | 4     | 3     | Ana Pinho Rodrigues      | Portugal | 1 min 9 s 97  |             |
| 38   | 4     | 2     | Mercedes Toledo          | Venezuela | 1 min 10 s 37 |             |
| 39   | 3     | 2     | Emily Santos             | Panama | 1 min 10 s 57 |             |
| 40   | 8     | 3     | Maria Thaleia Drasidou   | Grèce | 1 min 10 s 67 |             |
| 41   | 1     | 1     | Chen Pui-lam             | Macao | 1 min 11 s 11 |             |
| 42   | 0     | 3     | Adelaida Pchelintseva    | Kazakhstan | 1 min 11 s 41 |             |
| 43   | 7     | 2     | Lynn El Hajj             | Liban | 1 min 11 s 57 |             |
| 44   | 5     | 2     | Phiangkhwan Pawapotako   | Thaïlande | 1 min 11 s 78 |             |
| 45   | 6     | 2     | Thanya dela Cruz         | SMFWorld Aquatics : Suspended Member Federation (Membre d'une fédération suspendue) Membre d'une fédération suspendue | 1 min 11 s 79 |             |
| 46   | 9     | 3     | Lam Hoi-kiu              | Hong Kong | 1 min 12 s 62 |             |
| 47   | 1     | 2     | Imane Houda El Barodi    | Maroc | 1 min 13 s 83 |             |
| 48   | 2     | 2     | Nadia Tudo Cubells       | Andorre | 1 min 13 s 89 |             |
| 49   | 0     | 2     | Valerie Rose Tarazi      | Palestine | 1 min 13 s 95 |             |
| 50   | 9     | 2     | Jayla Pina               | Cap-Vert | 1 min 14 s 09 |             |
| 51   | 6     | 1     | Aminata Nia-Maria Barrow | Gambie | 1 min 14 s 32 |             |
| 52   | 8     | 2     | Ramudi Samarakoon        | Sri Lanka | 1 min 15 s 36 |             |
| 53   | 4     | 1     | Kelera Mudunasoko        | Fidji | 1 min 15 s 77 |             |
| 54   | 2     | 1     | Tara Aloul               | Jordanie | 1 min 16 s 45 |             |
| 55   | 5     | 1     | Lara Dashti              | Koweït | 1 min 19 s 29 |             |
| 56   | 7     | 1     | Taeyanna Adams           | États fédérés de Micronésie                                                                                           | 1 min 25 s 99 |             |
| 57   | 3     | 1     | Mariama Touré            | Côte d'Ivoire | 1 min 35 s 41 |             |

### Demi-finales
| Rang | Ligne | Série | Nageuse             | Pays           | Temps        | Commentaire |
| ---- | ----- | ----- | ------------------- | -------------- | ------------ | ----------- |
| 1    | 4     | 2     | Rūta Meilutytė      | Lituanie       | 1 min 5 s 09 | F           |
| 2    | 5     | 1     | Lilly King          | États-Unis     | 1 min 5 s 45 | F           |
| 3    | 5     | 2     | Tatjana Schoenmaker | Afrique du Sud | 1 min 5 s 53 | F           |
| 4    | 4     | 1     | Mona McSharry       | Irlande        | 1 min 5 s 96 | F           |
| 5    | 2     | 2     | Eneli Jefimova      | Estonie        | 1 min 6 s 18 | F           |
| 6    | 7     | 1     | Sophie Hansson      | Suède          | 1 min 6 s 19 | F           |
| 7    | 1     | 1     | Lydia Jacoby        | États-Unis     | 1 min 6 s 29 | F           |
| 8    | 3     | 2     | Satomi Suzuki       | Japon          | 1 min 6 s 31 | F           |
| 9    | 2     | 1     | Reona Aoki          | Japon          | 1 min 6 s 32 |             |
| 10   | 6     | 1     | Tes Schouten        | Pays-Bas       | 1 min 6 s 53 |             |
| 11   | 7     | 2     | Martina Carraro     | Italie         | 1 min 6 s 56 |             |
| 12   | 1     | 2     | Macarena Ceballos   | Argentine      | 1 min 6 s 75 |             |
| 13   | 8     | 1     | Lisa Mamié          | Suisse         | 1 min 6 s 97 |             |
| 14   | 3     | 1     | Lisa Angiolini      | Italie         | 1 min 7 s 03 |             |
| 15   | 8     | 2     | Abbey Harkin        | Australie      | 1 min 7 s 11 |             |
| 16   | 6     | 2     | Dominika Sztandera  | Pologne        | 1 min 7 s 13 |             |

### Finale
| Rang               | Ligne | Nageuse             | Pays           | Temps        |
| ------------------ | ----- | ------------------- | -------------- | ------------ |
| Médaille d'or      | 4     | Rūta Meilutytė      | Lituanie       | 1 min 4 s 62 |
| Médaille d'argent  | 3     | Tatjana Schoenmaker | Afrique du Sud | 1 min 5 s 84 |
| Médaille de bronze | 1     | Lydia Jacoby        | États-Unis     | 1 min 5 s 94 |
| 4                  | 5     | Lilly King          | États-Unis     | 1 min 6 s 02 |
| 5                  | 6     | Mona McSharry       | Irlande        | 1 min 6 s 07 |
| 6                  | 2     | Eneli Jefimova      | Estonie        | 1 min 6 s 36 |
| 7                  | 7     | Sophie Hansson      | Suède          | 1 min 6 s 61 |
| 8                  | 8     | Satomi Suzuki       | Japon          | 1 min 6 s 67 |